# Caragana turkestanica
Caragana turkestanica là một loài thực vật có hoa trong họ Đậu. Loài này được Kom. miêu tả khoa học đầu tiên.